# Анэпиграфная монета

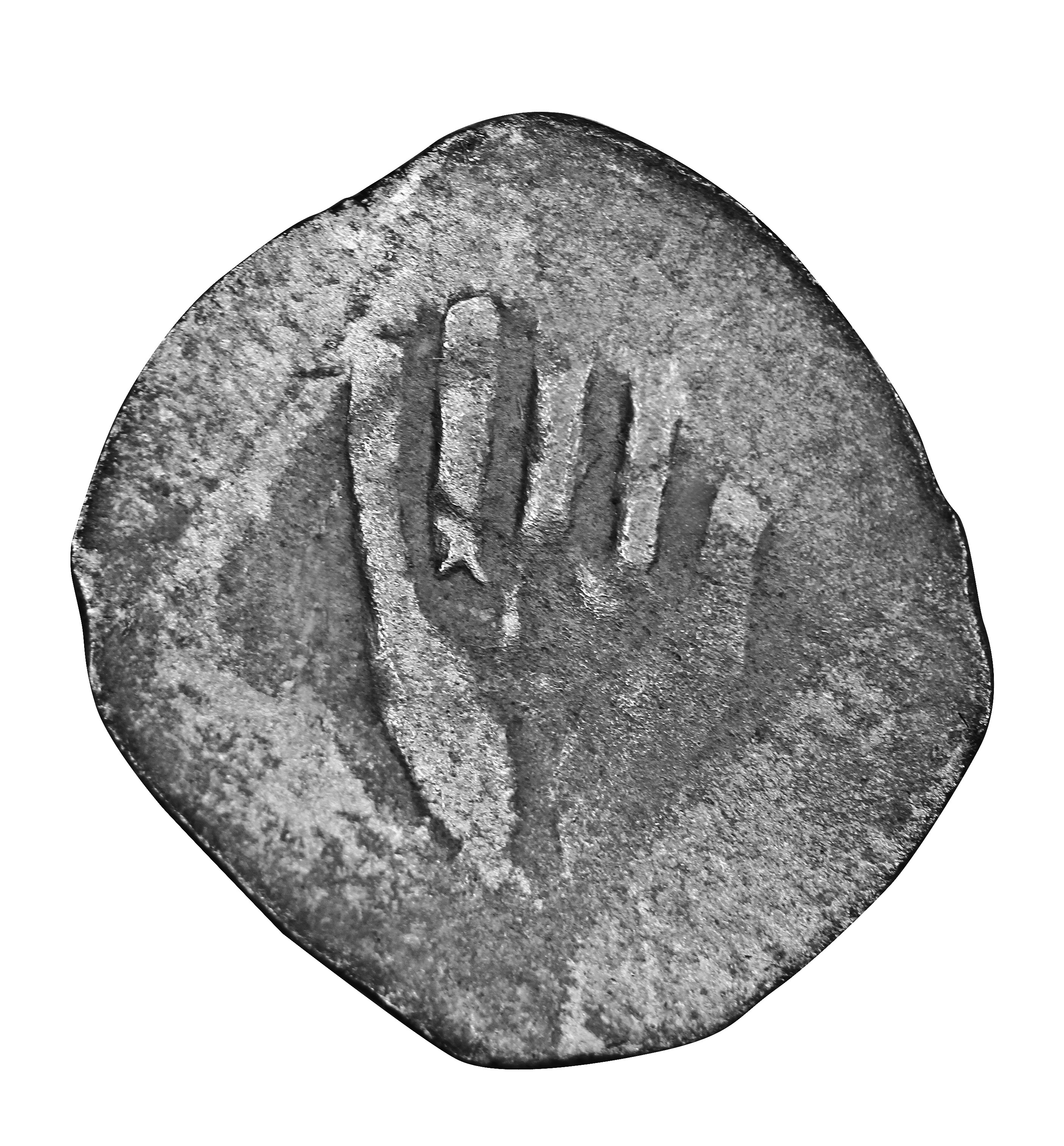
Геллер XIII столетия

Анэпиграфная (немая) монета (от a, an — приставка, обозначает «не-» или «без-» и греческогого ἐπὶγράφὴ — «надпись») — монета, имеющая только изображение, без надписей.
К анэпиграфным монетам относятся многие античные монеты. К таким монетам относят также чеканившиеся в Средние века монеты с «псевдолегендами» — надписями, состоящими из букв и других знаков, не имеющих смысла. Подобные «легенды», например, встречаются на монетах, чеканившихся кельтами и германцами в подражание античным монетам.